# 이경규
이경규(본명: 이명규, 1960년 9월 21일(음력 8월 1일) ~ )는 대한민국의 희극인, MC이다.

## 생애
본관은 전주 이씨 효령대군파이며, 부산시 동구 초량동에서 태어났다. 1981년 제1회 MBC 개그 콘테스트를 통해 데뷔하였다. 공채 동기로는 김정렬, 김혜영, 이상운 등이 있으며 이상운만 학사장교로 병역을 이행한 후 KBS로 이적했다. 데뷔 초반에는 하루 끼니 걱정을 해야 할 정도로 불우해서 전농동에서 살며 방송국이 있는 영등포까지 걸어서 출퇴근했다고 한다. 이를 선배인 강석에게 들켰는데 강석은 그 당시 월곡동에 살고 있었기 때문에 자신의 자가용으로 이경규를 청량리까지 출퇴근시켰다. 1980년대 초반부터 김종석과 MBC 개그맨 동료였다.
1988년부터 방영된 MBC 《일요일 일요일 밤에》의 MC였던 주병진의 보조 MC로 활동하다가 주병진이 일밤을 그만두자 메인 MC를 물려받아서 몰래카메라, 시네마극장, 양심 냉장고 등을 진행하였다.
1992년에는 영화 복수혈전을 제작하였다.
통산 8회 연예대상을 수상하였다.(MBC 1991, 1992, 1995, 1997, 2004, 2005/KBS 2010/SBS 2014) 강호동과 함께 방송 3사 연예대상 그랜드슬램을 달성했다. MBC 방송연예대상에서 대상 6번 수상으로 유재석과 함께 공동 최다 대상 수상자다.
데뷔 이래 40년 가까이 스캔들 없는 자기 관리로 최정상 MC자리를 유지하고 있다. 별명으로는 '예능대부', '갓경규', '예능9단', '경규옹', '힐링의 아버지', '도로위의 양심', '원조 버럭MC' 등으로 불린다.
대표작으로는 MBC 《청춘만만세》, 《일요일 일요일 밤에》(몰래카메라, 양심냉장고, !느낌표, 이경규가 간다 등), 《전파견문록》, 《대단한 도전》, 《상상원정대》/ KBS 《남자의 자격》, 《나를 돌아봐》/ SBS 《힐링캠프, 기쁘지 아니한가》, 《아빠를 부탁해》, 《붕어빵》, 《퀴즈 육감대결》/ tvN 《화성인 바이러스》, 《예림이네 만물트럭》 《도시어부》 등이 있다.

## 출연 프로그램

### 현재 고정 출연 중 및  게스트 출연 프로그램
- KBS2 《개는 훌륭하다》 고정
- 채널A 《나만 믿고 따라와, 도시어부 시즌 5》 고정
- TvN 《놀라운 토요일》 게스트

### 과거 출연 프로그램
- MBC 《웃으면 복이와요》
- MBC 《청춘만만세》 - 지세왕
- MBC 《청춘행진곡》 - 도전시대, 맹부장 꽁과장
- MBC 《폭소대작전》
- MBC 《천하한마당》
- MBC 《일요일 밤의 대행진》 - 풍자 한마당
- MBC 라디오 《별이 빛나는 밤에 - 공개방송》
- MBC 라디오 《밤의 디스크쇼 - 공개방송》
- KBS 라디오 《밤을 잊은 그대에게 - 이경규의 개그개그》
- MBC 라디오 《깜짝퀴즈》
- MBC 라디오 《정오의 희망곡》
- MBC 《일요일 일요일 밤에》
  - 《심통공작 심술하인》
  - 《미주알 고주알》
  - 《배워봅시다》
  - 《일요진단》
  - 《일요매거진》
  - 《이동카메라》
  - 《이경규의 몰래카메라》
  - 《낯선 시간 속으로》
  - 《명작극장 남과 여》
  - 《시네마천국》
  - 《이경규의 스타 맞선》
  - 《스타 최고로 모십니다》
  - 《진짜 가짜》
  - 《일요스타쇼》
  - 《믿거나 말거나》
  - 《최강의 승부사》
  - 《안목을 키워라》
  - 《이경규가 간다》
  - 《정다운 이웃》
  - 《이경규의 파이팅 코리아》
  - 《건강보감》
  - 《대단한 도전》
  - 《상상원정대》
  - 《본격러브서바이벌 추격남녀》
  - 《이경규의 돌아온 몰래카메라》
  - 《간다투어》
- MBC 《제11회 MBC 창작동요제》 - 보조 MC
- MBC 《시트콤 남자 셋 여자 셋》 - 카메오
- MBC 《퀴즈여행 달려라 지구촌》
- MBC 《특종 TV연예》
- MBC 《코미디 동서남북》
- MBC 《고정관념을 깨자》
- MBC 《신 웃으면 복이와요》
- MBC 《지금은 특집방송중》
- MBC 《콤비콤비》
- MBC 《TV 열린 내각》
- MBC 《테마극장》
- MBC 《코미디대행진》
- MBC 《오늘은 좋은 날》 - 별들에게 물어봐, 꽁치와 도치
- MBC 《TV타고 세계로》
- MBC 《21세기 위원회》- 양심냉장고
- MBC 《칭찬합시다》
- MBC 《생방송! 좋은밤입니다》
- MBC 《베스트 TV! MBC가 좋다》
- MBC 《목표달성 토요일 - 신인 탈출, 한일 대결》
- MBC 《전파견문록》
- MBC 《논스톱 2》
- MBC 《느낌표》 - 〈다큐멘터리 이경규 보고서〉
- MBC 《느낌표2》 - 〈이경규의 대한민국의 오늘을 찍는다 - 찰칵! 찰칵!〉
- MBC 《웃는 Day》
- MBC 《일요스타워즈》
- MBC 《강력추천 토요일 - 이미지 서바이벌》
- MBC 《7옥타브》
- MBC 《도전! 예의지왕》
- MBC 《명랑 히어로》
- MBC 《내 영혼의 밥상》
- MBC 《남북한 화합 프로젝트 한이불》
- KBS 《가족오락관》 - 게스트
- KBS 《TV는 사랑을 싣고》- 게스트
- KBS 《야! 한밤에 - 보고싶다 친구야》
- KBS 《야! 한밤에 - 미워도 다시한번》
- KBS 《야! 한밤에 - 추억의 밥상》
- KBS 《이경규 심현섭의 행복남녀》
- KBS 《척 보면 압니다》
- KBS 《그랑프리쇼 여러분》
- KBS 《이경규 윤정수의 디데이》
- KBS 《해피버스데이》
- KBS 《테마쇼 인체여행》
- SBS 《이경규의 굿타임》
- SBS 《유쾌한 두뇌검색》
- SBS 《도전 성공시대》
- SBS 《슈퍼바이킹》
- SBS 《이경규 김용만의 라인업》
- SBS 《퀴즈 육감대결》
- SBS 《토끼열전》
- SBS 《글로벌 붕어빵》
- SBS 《로드쇼 힘나는 일요일》
- HBS 현대방송 《이경규 쇼》
- 코미디TV 《이경규 김용만의 골프쇼》
- MBC every1 《기상천외! 묻지마 선수단》
- MBC every1 《이경규의 복불복 쇼》
- MBC every1 《이경규의 골프의 신》
- MBC every1 《이경규의 골프의 신 2》
- OBS 《이경규의 방과후 학교》
- tvN 《코미디 X-1》
- tvN 《러브 스위치》
- KBS2 《해피선데이》 - 〈남자의 자격〉
- tvN 《화성인 바이러스》
- tvN 《공유TV 좋아요》
- JTBC 《한국인의 뜨거운 네모》
- MBC 《건강보감 리턴즈》
- MBC 《부탁해요》
- KBS 《가족의 품격 풀하우스》
- SBS 《힐링캠프, 기쁘지 아니한가》
- MBC 《경찰청 사람들 2015》
- SBS 《18초》
- SBS 《일요일이 좋다 - 아빠를 부탁해》
- TV조선 《이경규의 진짜 카메라》
- MBN 《도시탈출 외인구단》
- MBC 《이경규의 요리원정대》
- MBC 《몰카 배틀 - 왕좌의 게임》
- KBS 《나를 돌아봐》 조영남 → 박명수
- O tvN 《예림이네 만물트럭》
- tvN 《SNL 코리아 (시즌 7)》
- MBC 《능력자들》
- MBC Every1 《PD 이경규가 간다》
- SBS 《2016 SAF SBS 연예대상》 MC
- SBS 《희극지왕》
- JTBC 《내 집이 나타났다》
- tvN 《공조7》
- MBC 《마이 리틀 텔레비전》
- SBS 《정글의 법칙》
- TV조선 《배달왔습니다》
- KBS 《냄비받침》
- MBC 《세모방 : 세상의 모든 방송》
- MBC 《발칙한 동거 - 빈방 있음》
- OLIVE, tvN 《달팽이호텔》
- SBS 《폼나게 먹자》
- MBC 《무한도전》
- SBS 《런닝맨》
- KBS2 《요즘 것들이 수상해》
- KBS2 《신상출시 편스토랑》
- 카카오TV 《찐경규》
- MBC 《호적메이트》
- JTBC 《웃는 사장》
- 채널A《천하제일장사》
- SBS 《편먹고 공치리》

## 영화 제작

### 출연
- 《전국노래자랑》 2013년; 김인권, 류현경 주연; 이종필 감독
- 《복면달호》 2007년; 차태현, 임채무, 이소연 주연; 김상찬, 김현수 공동감독
- 《복수혈전》 1992년; 이경규 주연; 이경규 감독
- 《우주전사 불의 사나이》 1991년; 이경규 주연; 배해성 감독
- 《슈퍼 홍길동》 1988년; 심형래 주연; 조명화, 김청기 공동감독

## 수상 내역
방송 3사 연예대상 제3대 그랜드 슬램.
MBC 방송연예대상 최다 수상자 2위(유재석/7회)
방송 3사 연예대상 최다 수상자 2위 (8회 / 최다 1위는 유재석)
연예대상을 90년대 2000년대 2010년대에 걸쳐 모두 받아 본 최초의 예능인으로 불려온다.
- 1986년 - MBC 연기대상 코미디부문 신인상
- 1991년 - MBC 방송대상 코미디부문 최우수상
- 1992년 - MBC 방송대상 코미디부문 최우수상
- 1992년 - 제28회 백상예술대상 TV 남자 예능상
- 1992년 - 제19회 한국방송대상 남자코미디언상
- 1992년 - TV저널 올해의 스타상 코미디언상
- 1993년 - 제5회 한국방송프로듀서상 코미디언부문 출연자상
- 1993년 - TV저널 올해의 스타상 코미디언부문 우수상
- 1995년 - MBC 코미디대상 대상
- 1997년 - 동국대학교 총동창회 감사패
- 1997년 - 문화체육부 장관 표창
- 1997년 - 서울지방검찰청장상
- 1997년 - 서울특별시 감사패
- 1997년 - MBC 코미디대상 대상
- 1998년 - 제19회 에너지절약촉진대회 대통령표창
- 2001년 - MBC 방송연예대상 진행자부문 최우수상
- 2002년 - KBS 연예대상 쇼/오락부문 최우수상
- 2002년 - MBC 방송연예대상 최고인기상
- 2004년 - MBC 방송연예대상 쇼/버라이어티부문 최우수상
- 2004년 - MBC 방송연예대상 대상 (일밤, 전파견문록)
- 2005년 - MBC 방송연예대상 대상 (느낌표,일밤)
- 2007년 - MBC 방송연예대상 PD상
- 2007년 - SBS 연예대상 남자진행자부문 TV스타상
- 2010년 - 제1회 서울문화예술대상 방송연예대상
- 2010년 - KBS 연예대상 대상 (남자의 자격)
- 2010년 - SBS 연예대상 예능 10대 스타상
- 2011년 - SBS 연예대상 프로듀서 MC상
- 2012년 - SBS 연예대상 버라이어티부문 최우수상
- 2013년 - SBS 연예대상 버라이어티부문 최우수상
- 2014년 - SBS 연예대상 대상 (힐링캠프, 붕어빵)
- 2017년 - 제8회 대한민국 대중문화예술상 보관문화훈장 서훈
- 2019년 - KBS 연예대상 베스트 커플상 (with 신상출시 편스토랑, 이영자)
- 2021년 - SBS 연예대상 올해의 예능인상
- 2022년 - SBS 연예대상 베스트 캐릭터상
- 2022년 - KBS 연예대상 올해의 예능인상
- 2022년 - MBC 방송연예대상 공로상

## 홍보대사 & 이사
- 2001년 - 아시아나항공 명예홍보위원
- 2001년 - 국무조정실 교통안전 홍보대사
- 2004년 - 경찰청 홍보대사
- 2005년 - 한국물리협회 홍보대사
- 2005년 - 부산시교육청 홍보대사
- 2005년 - 버디베어 페스티발 홍보대사
- 2005년 - 동국대학교 100주년 홍보대사
- 2006년 - 부산시 평생학습 홍보대사
- 2007년 - 법무부 청소년 비행예방 홍보대사
- 2007년 - 지방줄기세포보관서비스 홍보대사
- 2007년 - 부산여성마라톤 홍보대사
- 2008년 - 김해시 가야문화 홍보대사
- 2009년 - 지식경제부 공익사업 홍보대사
- 2011년 - 국민체육진흥공단 투르 드 코리아 홍보대사
- 2011년 - 한국야쿠르트 명예홍보이사
- 2012년 - 꼬꼬면장학재단 이사
- 2012년 - 제주유나이티드FC 명예 서포터즈
- 2013년 - 비에비스 나무병원 홍보대사
- 2014년 - 동국대학교 건학 108주년 홍보대사
- 2015년 - 송해 헌정 공연 집행위원
- 2017년 - 동국대학교 동국사랑 1.1.1. 캠페인 홍보대사
- 2019년 - 부산시 홍보대사

## CF
- 1986년 - 동아오츠카 썬듀 (Feat. 김보화)
- 1986년 - 해태제과 미스타 오징어 ("일요일 밤의 대행진 - 풍자 한마당" 팀과 함께 출연)
- 1986년 - 오리온 초코파이 ("일요일 밤의 대행진 - 풍자 한마당" 팀과 함께 출연)
- 1986년 - 롯데제과 ABC초콜릿 (MBC희극인실 단체출연)
- 1986년 - 대일화학 대일시프 (조정현과 함께 출연)
- 1987년 - 삼양식품 짜짜로니 (이홍렬과 함께 출연)
- 1987년 - 삼양식품 짜짜로니
- 1991년 - 웅진식품 웅보천 (김병조와 함께 출연)
- 1991년 - 유유후마킬라 베이프매트
- 1991년 - 롯데푸드 울퉁불퉁
- 1991년 - 한올바이오파마 박트로반연고
- 1991년 - 롯데푸드 핑키스
- 1991년 - 롯데백화점
- 1992년 - 해태제과 카운터펀치
- 1992년 - 롯데제과 만리장성
- 1992년 - 롯데햄 스모키햄
- 1992년 - 동양화학 빔 수화제
- 1992년 - 고려제약 하벤
- 1992년 - 롯데제과 아리바바 (정명현과 함께 출연)
- 1992년 - 동원F&B 동원아이큐참치
- 1992년 - 동원F&B 동원참치 (원미경과 함께 출연)
- 1992년 - MAI 그립볼
- 1993년 - 동원F&B 육쪽마늘 (부인 강경희와 함께 출연)
- 1993년 - 한화종합화학 UV륨
- 1993년 - 롯데제과 더블비얀코 (최진실과 함께 출연)
- 1993년 - 삼양식품 이백냥
- 1993년 - 삼양식품 짜짜로니
- 1995년 - 롯데제과 맥스
- 1995년 - 농심 츄파춥스 (우희진과 함께 출연)
- 1996년 - 챠우챠우
- 1996년 - 유림종합건설 덕정유림아파트
- 1997년 - 드림랜드 공룡대전
- 1997년 - KT 시티폰
- 1997년 - 전자랜드21 (가격양심)
- 1997년 ~ 1998년 - 손해보험협회
- 1997년 - 삼양바이오팜 니코스탑
- 1997년 - 아남종합건설 아남 마이텔
- 1998년 - 남양유업 아인슈타인 (딸 이예림과 함께 출연)
- 1998년 - 압구정 김밥 (라디오 광고)
- 1999년 - LG생활건강 덴타가글 (김국진과 함께 출연)
- 2000년 - 한국P&G 조이
- 2000년 - 한국원자력문화재단
- 2009년 - 돈치킨
- 2010년 - 삼성증권 (KBS 남자의 자격 팀으로 출연)
- 2011년 - 한국야쿠르트 꼬꼬면 (딸 이예림과 함께 출연)
- 2012년 - 팔도 남자라면 (한혜진과 함께 출연)
- 2015년 - 마음골프 티업비전 (홍진영, 이하늘과 함께 출연)
- 2015년 - 동아제약 베나치오 (SBS 아빠를 부탁해 팀으로 출연)

## 기타 사항
- 김형곤(코미디언)과 대학교(동국대) 동기동창(79학번)이다.
- 이덕화는 이경규의 동국대학교 선배이다.
- 1981년 MBC 개그 콘테스트로 정식 데뷔했을 당시 데뷔 동기로는 김병조, 강석, 이용식, 이홍렬, 서세원, 이하원, 이원승, 김정렬, 김혜영, 엄용수, 손경수, 정명재, 이상운, 김의환, 이경래, 최양락 등이 있는데 이 중 1982년에 엄용수, 손경수, 정명재, 이상운, 김의환, 이경래, 최양락만 KBS로 함께 데뷔 자리를 옮겨 타 방송사로 이적한 바 있다.
- 쿵후 공인 4단으로 쿵후 사범 자격을 보유하고 있다. 1993년 삼양식품 짜짜로니 CF에서 자신의 쿵후 실력을 보여줬다.

## 일화
- YG엔터테인먼트의 "YG"라는 이름을 만든 사람이 이경규라고 한다. 이경규가 양현석에게 '양군'이라는 별명을 만들어주기 시작한 것이 계기라고 양현석이 《힐링캠프》에서 밝혔다.

- 이경규는 강호동을 처음 연예계로 발을 딛게한 장본인이다. 연예계 입지가 탄탄했던 이경규는 새로운 인재를 물색하던 중 강호동을 발견했다. 이경규가 "강호동 네가 슈퍼스타가 되지 못한다면 난 연예계에서 은퇴한다." 라고 단언했다고 한다.

- 다른 사람들에 대한 인물평을 해주는데 거의 다 적중해서 화제가 되었다.

- 유재석: 포장술이 뛰어나며 어떤 코너에 넣든 그 코너에 딱 맞는 모습으로 나타난다.
- 강호동: 힘 그 자체다. 박력이 엄청나서 귀에서 피가 날 정도이다. 그리고 이걸 잘 살려 승승장구하고 있다.
- 신동엽: 자신이 개그를 해야 할 타이밍을 정확하게 잘 잡는다. 방송에 나와서도 자신의 분량을 확실히 먹는다.
- 김병만: 모든 코메디언들이 이렇다고 생각하면 안 된다. 김병만은 고생해서 남을 웃기는 스타일이다.
- 박명수: 어차피 1인자가 될 인물은 아니다. 3인자 정도로 머문다면 오래도록 인기를 유지할 수는 있다.
- 김구라: 농약형 예능인이다. 같이 출연한 게스트들을 매우 곤란하게 하는 게 특기이다.
- 장도연: 이제 장도연의 시대가 도래할 것이다. 대한민국에서 오프라 윈프리가 될 수 있는 유일한 사람이 장도연이다.
- 진현기: 평범함 속에서 비범함이 나와야 하는데... 개인적으로 무척 안타깝게 생각하는 사람이다. 9년 후, 최악의 상황이 올 수 있으니까 일상으로 돌아와서 평범하게 살았으면 좋겠다.

## 어록
| “ | 잘 모르고 무식한 사람이 신념을 가지면 무섭습니다. | ” |

## 저서
- 《이경규의 청춘고백, 몰래카메라를 사랑하셨던 여러분》, 청맥, 1995년
- 《일본에서 나는 외국인》 , 산성미디어, 1999년

## 가족 관계
- 아버지 : 이찬이(1934년 3월 11일 ~ 2014년 11월 3일) - 육군사병 출신[3]
- 어머니 : 오해열(1935년 12월 31일 ~ 2021년 5월 2일)
  - 형
  - 누나
  - 여동생 : 이순애
  - 배우자 : 강경희 (1966년)
    - 딸 : 이예림(1994년 5월 24일 ~ )
    - 사위 : 김영찬(1993년 9월 4일 ~ )

## 같이 보기
- 이광세
- 김용림
- 최불암
- 송해
- 김병조
- 강석
- 이용식
- 이홍렬
- 서세원
- 이하원
- 김창준
- 주병진
- 최병서
- 임백천
- 박세민
- 조정현
- 김종석
- 이원승
- 김은우
- 김정렬
- 이경실
- 박미선
- 조형기
- 김용만
- 강호동
- 유재석
- 박명수
- 정형돈
- 김국진
- 김제동
- 신동엽
- 김구라
- 김성주
- 윤정수
- 정준하
- 이휘재
- 전현무
- 이윤석
- 김태원
- 윤형빈
- 서경석
- 홍기훈
- 김진수
- 문천식
- 신원호
- 김영희
- 이우정
- 한석규
- 최민식
- 한철우
- 유연석
- 김성민